# ʿAin Ghazal (Palästina)

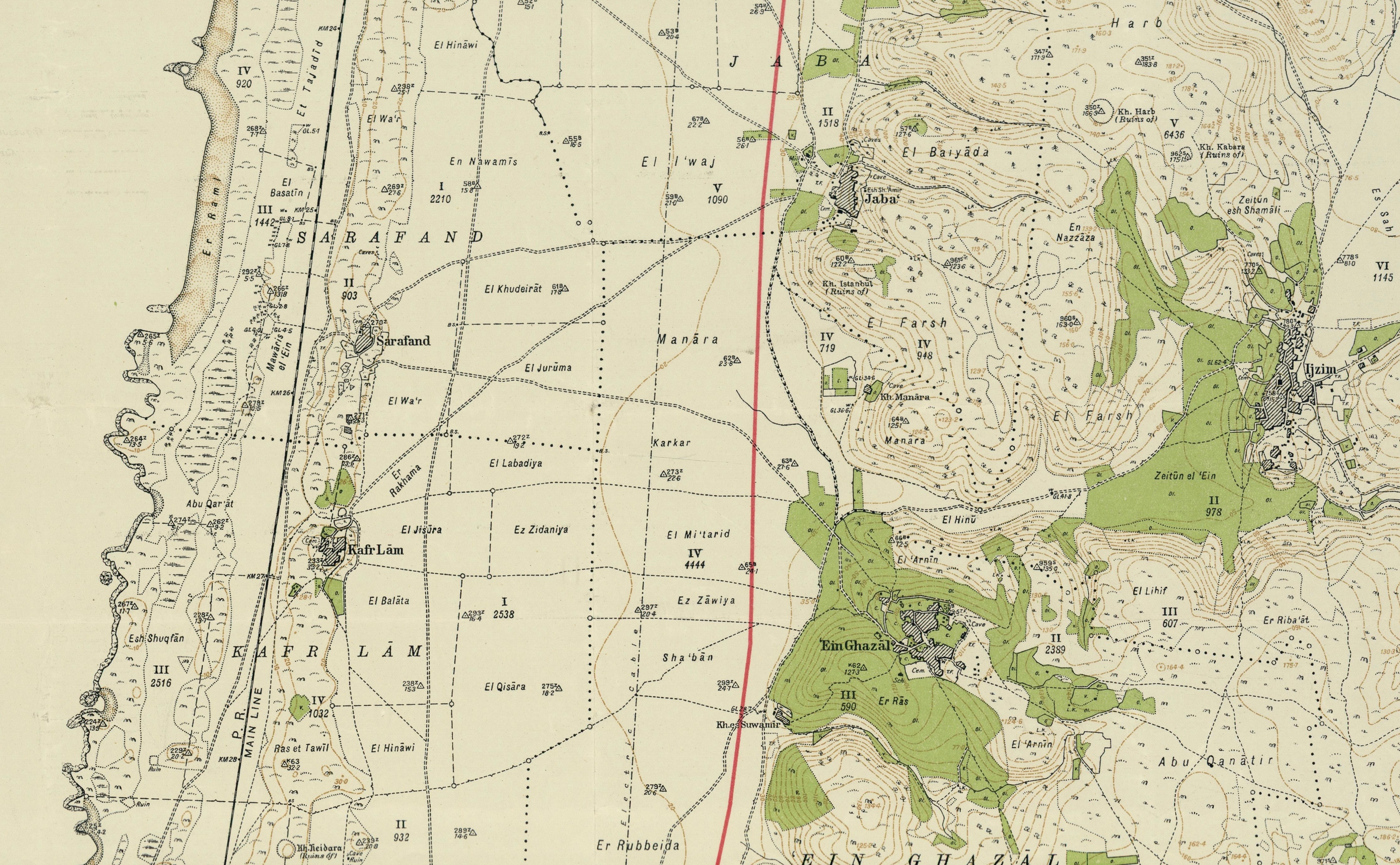
Karte ʿAin Ghazals und seiner ebenfalls zerstörten Nachbardörfer Idschzim und Dschabaʿ auf den Ausläufern des Karmels, im Westen die Ebene der Karmelküste.

ʿAin Ghazal (arabisch عين غزال, DMG ʿAin Ġazāl) war ein palästinensisches Dorf im britisch-palästinensischem Distrikt Haifa, das im Krieg um Israels Unabhängigkeit 1948 von israelischen Militäreinheiten erobert wurde. Wie hunderte andere palästinensische Orte wurde das Dorf im Zuge der Nakba zerstört und die heimische Bevölkerung vertrieben.

## Geschichte

### Zerstörung und Entvölkerung im Palästinakrieg 1948
Zusammen mit den Nachbardörfern Dschabaʿ und Idschzim bildete ʿAin Ghazal das so genannte Kleine Dreieck an der nur wenige Kilometer breiten Ebene der Karmelküste zwischen dem Mittelmeer und den Ausläufern des Karmelgebirges. Die Einnahme der Dörfer hatte für die Israelis daher hohen strategischen Wert, um die Küstenstraße von Tel-Aviv nach Haifa zu kontrollieren. In einer Kabinettssitzung am 14. Juli 1948 befahl Israels Premierminister David Ben-Gurion die Operation Schoter (deutsch Operation Polizist) zur Einnahme der Dörfer. Bereits am 12. Juli, sowie nachfolgend am 17. und 19. Juli warfen israelische Flugzeuge insgesamt eine Bombenlast von vier Tonnen auf die Dörfer. Am Boden gelang es den palästinensischen Verteidigern, die israelischen Streitkräfte zunächst abzuwehren. Am 24. Juli griffen die Israelis unterstützt durch schweren Artilleriebeschuss und erneute Bombenabwürfe erneut an und brachen schließlich durch.
Nach Eroberung des Kleinen Dreiecks wurden die palästinensischen Bewohner von Idschsim, ʿAin Ghazal und Dschabaʿ am 26. Juli 1948 von Israelis ins transjordanisch gehaltene Westjordanland nach Dschenin vertrieben. In ʿAin Ghazal wurden nach Einnahme des Dorfes 17 Männer, die man der Teilnahme am Aufstand von 1936–1939 beschuldigte, an Ort und Stelle von den Israelis erschossen.
Von den aus ʿAin Ghazal vertriebenen Einwohnern fanden einige Zuflucht im südlich gelegenen arabischen Dorf Furaidis, wie schon Vertriebene aus Tantura und Idschsim. Später wurden sie vom israelischen Zensus registriert und erhielten 1952 wie die rund 150.000 nichtjüdischen Palästinenser in Israel, davon 31.000 Binnenvertriebene (hebräisch נִפְקָדִים נוֹכָחִים Nifqadīm Nōchachīm, deutsch ‚[im Lande] anwesende [an ihrem Heimatort] Abwesende‘), die israelische Staatsbürgerschaft. ʿAin Ghazal wurde wie Dschabaʿ dem Erdboden gleichgemacht, lediglich das Dorf Idschsim entging zunächst der völligen Zerstörung.